# Carówka (rejon korosteszowski)
Carówka – wieś w rejonie korosteszowskim obwodu żytomierski.

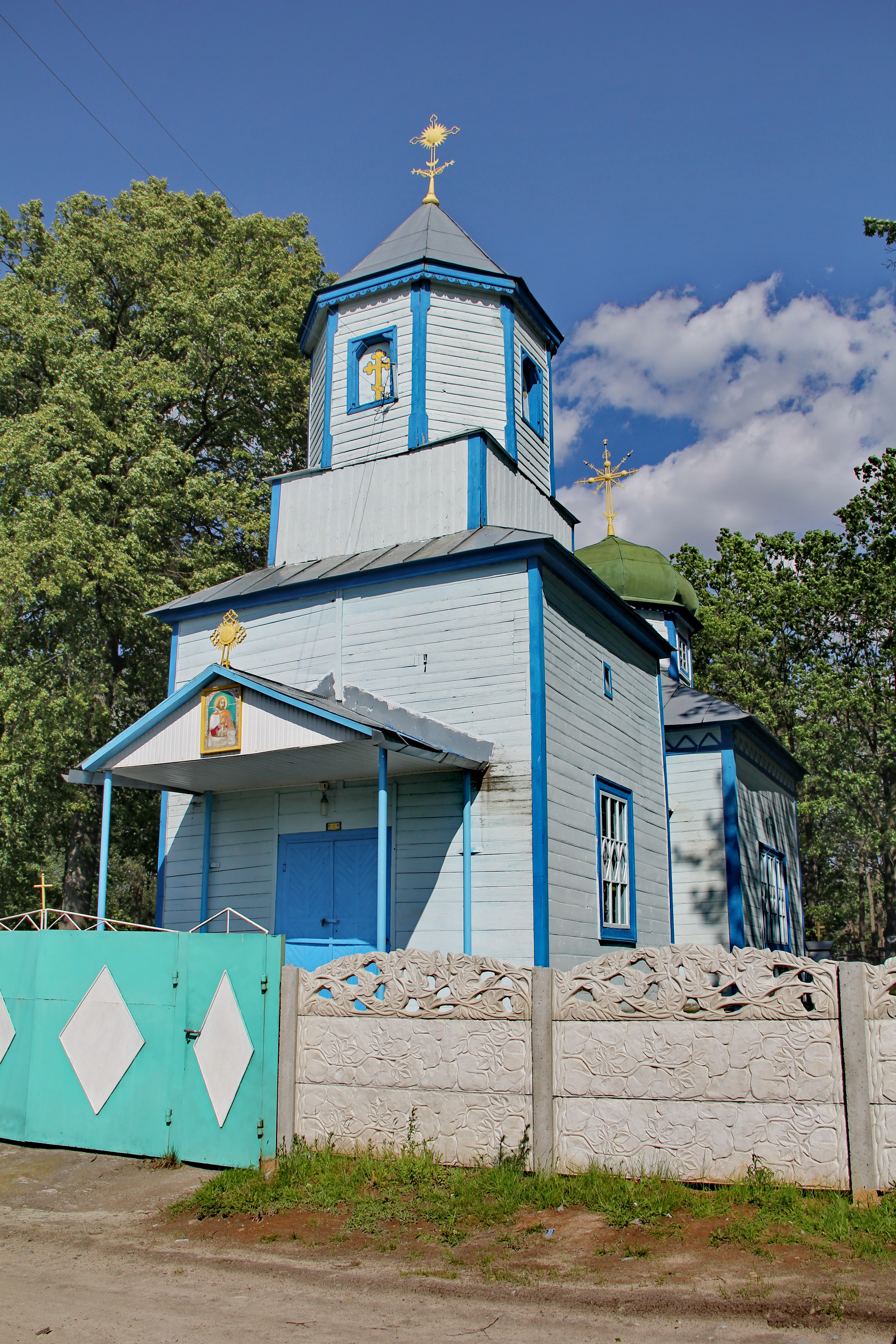